# العلاقات الخارجية لروسيا منذ الغزو الروسي لأوكرانيا
في 24 شباط من عام 2022، شنت روسيا غزوًا واسع النطاق ضد أوكرانيا، الأمر الذي تسبب بفرض عقوبات اقتصادية وسياسية كبيرة على روسيا من قبل الولايات المتحدة الأمريكية والاتحاد الأوروبي والمملكة المتحدة وكندا ودول أخرى. تمتلك الحكومة الروسية قائمة خاصة بدول معادية تضم الدول التي تتسم العلاقة معها اليوم بالتوتر «أو علاقة مقطوعة». عرف مفهوم للسياسة الخارجية وافق عليه الرئيس فلاديمير بوتين في عام 2023 روسيا بأنها دولة حضارة أوراسية، الأمر الذي جعله يضع بلاده في صف آسيا والعالم الإسلامي وأفريقيا وأمريكا اللاتينية وبقية حد شمال جنوب، ويسعى المفهوم إلى إنهاء الهيمنة الغربية في النظام الدولي.

## أوروبا

### علاقات إيجابية

#### أبخازيا
ذكر الرئيس أصلان بزانيا أن غزو روسيا لأوكرانيا «مبرر بالكامل».

#### أرتساخ
رحب رئيس أرتساخ أراييك هاروتيونيان بقرار رئيس روسيا الاتحادية فلاديمير بوتين بالاعتراف باستقلال جمهوريتي لوهانسك والدونيتسك. وأرسلت حكومة جمهورية أرتساخ 14 طنًا من المساعدات الإنسانية لسكان إقليمي كييف وزاباروجيا من خلال قوات حفظ السلام في أرتساخ.

#### أذربيجان
أعرب رئيس أذربيجان عن تأييده لوحدة أراضي أوكرانيا، وحث نظراءه الأوكران على «على الرفض المطلق لانتهاك وحدة أراضيهم». وعرض إلهام ألييف تنظيم محادثات بين أوكرانيا وروسيا، وأمر شركة النفط سوكار المملوكة من قبل الدولة الأذربيجانية بتوفير وقود بالمجان لسيارات الإسعاف الأوكرانية وخدمات الطوارئ التابعة لدولة أوكرانيا، وأرسل مساعدات إنسانية إلى أوكرانيا.
اتخذت حكومة أذربيجان موقفًا محايدًا من الصراع، وحافظت على تعاون قوي مع كل من موسكو وكييف.
وقعت روسيا وأذربيجان اتفاقًا سياسيًا عسكريًا مشتركًا واسع النطاق.

#### بيلاروسيا
في شهر فبراير من عام 2022 سمح للقوات الروسية بأن تطلق جزءا من الغزو الأوكراني من أراضي بيلاروسيا. وذكر لوكاشينكو أن القوات البيلاروسية يمكن أن تشارك في الغزو إن اقتضى الأمر. وذكرت بيلاروسيا أيضًا أنه بوسع روسيا أن تجلب أسلحتها النووية إلى الأراضي البيلاروسية. في شهر مارس من عام 2022، ذكر أوليكساندر كاميشين، رئيس السكك الحديدية الأوكرانية، أنه لم يعد ثمة سكة حديدية تربط بين أوكرانيا وبيلاروسيا، وبذلك لن يكون هناك إمكانية لنقل المعدات الروسية من بيلاروسيا. في 25 مارس من عام 2022، أعلن الرئيس الروسي فلاديمير بوتين أن روسيا ستجري عمليات نووية تكتيكية في بيلاروسيا.

#### المجر
بعد بدء الغزو الروسي لأوكرانيا في عام 2022، فرضت المجر، بصفتها واحدة من دول الاتحاد الأوروبي، عقوبات خفيفة على روسيا، في حين أضافت روسيا جميع دول الاتحاد الأوروبي إلى قائمة «الدول المعادية». وعلى الرغم من هذه المسائل، بقيت المجر بصورة رئيسية على الحياد في الصراع على الرغم من أنها عارضت العقوبات القاسية، ولا سيما في قطاع النفط.
حدد أوربان، الذي تحدث خلال اجتماع للحزب المجري الحاكم بالاتونالمادي في شهر سبتمبر من عام 2022، بأن عقوبات الاتحاد الأوروبي وإجراءات التضييق على روسيا كانت الأسباب الرئيسية لارتفاع التضخم في عام 2022 و«الحرب الاقتصادية العالمية».

#### صربيا
في حين أنها أدانت غزو روسيا لأوكرانيا، رفضت صربيا دعم العقوبات ضد روسيا. ذكرت صربيا أنها تحترم وحدة أراضي أوكرانيا واعتبرت أعمال روسيا ضدها «خاطئة»، إلا أنها لن تفرض عقوبات ضد موسكو، وفقًا لما قاله الرئيس الصربي أليكساندر فوشيتش في 25 من شهر شباط. ذكر فوشيتش أن مجلس الأمن القومي توصل إلى أن جمهورية صربيا تعتبر «انتهاك وحدة أراضي دول عديدة من بينها أوكرانيا أمرًا خاطئًا». وذكر فوشيتش أيضًا أنه سيدين اعتراف روسيا باستقلال الأقاليم الانفصالية في شرق أوكرانيا فقط إذا أدان زيلينسكي قصف حلف شمال الأطلسي ليوغسلافيا في عام 1999 على قناة تلفزيونية حكومية.
وذكر وزير الخارجية الصربي نيكولا سيلاكوفيتش أن «روسيا كانت أكبر داعم لصربيا في معركتها للحفاظ على وحدة أراضيها وسيادتها وتجنب وصمة عار من قبل كامل الشعب الصربي». شدد وزير الداخلية الصربي أليكساندر فولين على أن صربيا لن تنضم لحلف شمال الأطلسي: «ما دام أليكساندر فولين على رأس دولة صربيا، ينبغي ألا يساوركم الشك حيال موقفنا إزاء حلف شمال الأطلسي». وفي حين لم يكن هناك موافقة على العقوبات على روسيا، أعربت صربيا بالرغم من ذلك عن أسفها حيال الأحداث الجارية، ووصفت كل من روسيا وأوكرانيا بأنها دول صديقة وشددت على دعمها الكامل لوحدة أراضي أوكرانيا.
بعد بدء الهجوم العسكري، هللت بعض الصحف المؤيدة للحكومة لغزو روسيا لأوكرانيا، وامتدحت «اجتياح» أوكرانيا، وامتدحت «وصول القوات الروسية إلى كييف في غضون يوم واحد»، وأن هجوم روسيا على أوكرانيا كان «ردًا على تهديدات حلف شمال الأطلسي». وذكر المتحدث البرلماني الصربي إيفيكا داسيتش أن صربيا لن تفرض أي عقوبات على صديقتها روسيا، على الرغم من الضغوط التي تعرضت لها. وأضاف داسيتش أيضًا أن «روسيا حليفنا الأقوى للحفاظ على وحدة أراضينا وسيادتنا في كوسوفو». تعرض الرد الأولي الضعيف من قبل الحكومة لانتقادات من قبل معلقين في البلاد وفي الإقليم.
نظمت منظمة نساء بالأسود الصربية مظاهرات مناهضة للحرب في بيلجراد، وجمعت الكنيسة الأرثوذوكسية الصربية مساعدات إنسانية.
في 2 من شهر مارس صوتت صربيا «بالموافقة» على قرار الأمم المتحدة بإدانة الهجوم الروسي على أوكرانيا.
في 16 من شهر مايو وقعت صربيا على «إعلان تيرانا» ونددت بأقوى العبارات بالعدوان غير القانوني وغير المبرر من قبل روسيا الاتحادية ضد أوكرانيا والذي يشكل انتهاكًا للبند 2 من المادة 4 من ميثاق الأمم المتحدة.
صنفت صحيفة ذي إيكونوميست صربيا بأنها «دولة محايدة».

#### أوسيتيا الجنوبية
أصدرت وزارة الشؤون الخارجية بيانًا: «تعرب جمهورية أوسيتيا الجنوبية عن دعمها لقرار روسيا الاتحادية إجراء عملية عسكرية خاصة لحماية سكان دونباس من النظام القومي الحالي في كييف». في 26 من شهر مارس من عام 2022، بدأ رئيس أوسيتيا الجنوبية أناتولي بيبيلوف بإرسال قوات إلى أوكرانيا لمساعدة روسيا في الغزو.

#### ترانسنيستريا
في 26 من شهر شباط، ذكر فاديم كراسنوسيلسكي، رئيس دولة ترانسنيستريا الانفصالية المعترف بها دوليًا كجزء من مولدوفا، ردًا على ما وصفه شائعات ومعلومات خاطئة عن أن ترانسنيستريا ستشن هجومًا على أوكرانيا، أن ترانسنيستريا دولة مسالمة، ولم تكن لديها على الإطلاق أي خطط لشن هجوم على جيرانها وصف أولئك الذين ينشرون هذه الادعاءات بأنهم أشخاص لا يملكون أي سيطرة على الأوضاع ومحرضون لديهم نوايا خبيثة. أشار كراسنوسيلسكي أيضًا إلى عدد السكان الكبير من أصحاب الإثنية الأوكرانية في ترانسنيستريا وإلى أن اللغة الأوكرانية تدرس في مدرس ترانسنيستريا وهي واحدة من اللغات الرسمية في الجمهورية.

#### تركيا
في 3 من شهر شباط من عام 2022، تطوع الرئيس التركي رجب طيب إردوغان لتنظيم مؤتمر روسي أوكراني خلال زيارة له إلى أوكرانيا، مع تزايد وصول قادة الاتحاد الأوروبي إلى الكريملن لتهدئة المخاوف من وقوع غزو روسي. في 24 من شهر شباط، بعد بدء الغزو، أعرب إردوغان عن دعمه لأوكرانيا. في حين امتنعت الدولة التركية في 25 من الشهر نفسه عن التصويت على إيقاف عضوية روسيا في مجلس أوروبا، ودعت إلى حوار مفتوح بين الأطراف تحت أي ظروف. وأكد وزير الخارجية التركي مولود جاويش أوغلو «استعداد تركيا لاستضافة مفاوضات قد تقع بين روسيا الاتحادية وأوكرانيا» بمقتضى ذلك.
في 27 من شهر شباط من عام 2022، ذكر مولود جاويش أوغلو أن تركيا قد غيرت مصطلحاتها للإشارة إلى هجوم روسيا على أوكرانيا بأنه «حرب»، وبانها ملتزمة بتطبيق بنود اتفاقية مونترو الدولية التي تتيح لتركيا بأن تمنع جميع السفن الحربية للقوات المتحاربة، بما في ذلك قوات البحرية الروسية، من دخول مضيق البوسفور والدردنيل، وبذلك بوسعها أن تعيق تحرك السفن الحربية الروسية من البحر الأبيض المتوسط إلى البحر الأسود. في 28 من شهر فبراير، أكد الرئيس إردوغان علنًا أن المضيقين سيغلقا لمنع تصعيد في الحرب، في حين تعهد بالحفاظ على العلاقات مع كل من أوكرانيا وروسيا. في 10 من شهر مارس، التقى السيدان سيرغي لافروف ودميترو كوليبا، الدبلوماسيين الأكبر في كل من روسيا الاتحادية وأوكرانيا، شخصيًا في مقاطعة أنطاليا الواقعة على البحر الأبيض المتوسط في أول اتصال رفيع المستوى بين البلدين منذ بداية الأعمال الحربية في شهر نيسان. حدث اللقاء بين لافروف وكوليبا على هامش منتدى دبلوماسي هام يجمع محترفين يتعاملون مع الدبلوماسية مثل القادة السياسيين والدبلوماسيين وصناع الرأي والكتاب والأكاديميين. شارك وزير الخارجية التركي مولود جاويش أوغلو في المنتدى. وذكر السيد أوغلو أن هدف اللقاء الدبلوماسي هو «تمهيد الطريق» للقاء بين الرئيسين الأوكراني والروسي، الذي سيسهله الرئيس التركي.